# Medaile Nesterova
Medaile Nestorova (rusky Медаль Нестерова) je státní vyznamenání Ruské federace založené roku 1994.

## Historie
Medaile byla založena dekretem prezidenta Ruské federace č. 442 ze dne 2. března 1994. Pojmenována byla po ruském akrobatickém letci Pjotru Nikolajevičovi Nesterovovi. Status medaile byl pozměněn dekretem prezidenta Ruské federace č. 554 ze dne 1. června 1995. Znovu byla medaile reformována dekretem prezidenta Ruské federace č. 19 ze dne 6. ledna 1999. K dalším úpravám došlo na základě dekretu prezidenta Ruské federace č. 1099 O opatřeních ke zlepšení systému státních vyznamenání Ruské federace ze dne 7. září 2010. Od roku 2018 může být vyznamenání uděleno i posmrtně.

## Pravidla udílení
Medaile se udílí vojenským pilotům, letovému personálu v civilním letectví a zaměstnancům leteckého průmyslu za osobní odvahu prokázanou při obraně vlasti a státních zájmů Ruské federace, při výkonu bojové služby a bojové povinnosti, při účasti na cvičeních a manévrech, za vynikající výkon v bojovém a leteckém výcviku, za zvláštní zásluhy o vývoj, provoz a údržbu leteckého vybavení a za vysoké profesionální dovednosti v létání. Toto vyznamenání může být uděleno i posmrtně.
Medaile se nosí nalevo na hrudi.

## Popis medaile
Medaile pravidelného kulatého tvaru o průměru 32 mm je vyrobena ze stříbra. Na přední straně je podobizna Nestorova ve vojenské uniformě. V horní části medaile je nápis ПЕТР НЕСТЕРОВ. Ve spodní části jsou dvě zkřížené vavřínové větvičky. Na zadní straně je v horní části znak vojenských letců Ruska, a to dvouhlavý orel s mečem a vrtulí ve svých drápech.
Medaile je připojena pomocí jednoduchého kroužku ke kovové destičce ve tvaru pětiúhelníku potažené hedvábnou stuhou z moaré širokou 24 mm. Stuha je modrá s oběma okraji lemovanými žlutý proužky širokými 3 mm.